# 阿多利斯·賈西亞
荷西·阿多利斯·賈西亞·艾瑞亞塔（西班牙語：José Adolis García Arrieta，1993年3月2日—），為美國職棒大聯盟的外野手，目前效力於德州遊騎兵。他先前曾效力於讀賣巨人與聖路易紅雀，並入選2次明星賽。

## 職業生涯

### 早期
2016年，賈西亞從古巴叛逃，並在4月20日與日職的讀賣巨人簽約。不過他在日職一軍只留下7打數無安打的成績，球季結束也未獲球團續約。

### 聖路易紅雀
2017年2月，賈西亞加入紅雀，並受邀參加大聯盟春訓。他在2A和3A合計繳出2成90的打擊率，並敲出15轟與65分打點。
2018年8月6日，賈西亞登上大聯盟。他在大聯盟留下1成18的打擊率。2019年12月18日，賈西亞被球隊指定讓渡。

### 德州遊騎兵
2019年12月21日，賈西亞被交易到遊騎兵。2020年，他在縮水賽季6打數無安打。2021年2月10日，球隊簽下麥克·佛提奈維奇，而將賈西亞指定讓渡。
2021年4月13日，因為Ronald Guzmán受傷，賈西亞重返大聯盟。他在5月拿下美聯單月最佳新秀，還成功入選明星賽。整季他的打擊率為2成43，並敲出31轟與90分打點。2022年，他的打擊率為2成50，並敲出27轟與101分打點，另有25次盜壘成功。
2023年4月22日，賈西亞首次達成單場5安打。這場比賽他敲出3轟與2支二壘安打，為大聯盟史上第4人達成此壯舉。

## 個人生活
賈西亞的哥哥阿多尼斯也是一名棒球選手，現已退休。

## 外部連結
- 球員資訊和成績在MLB，ESPN，Baseball-Reference，Fangraphs（英文）
- 阿多利斯·賈西亞的Instagram帳戶